# Butanal
Le butanal est un aldéhyde de formule brute C4H8O. C'est un liquide incolore, inflammable, d'odeur âcre. Il est miscible à de nombreux solvants organiques.
Il est obtenu industriellement par l'hydroformylation du propylene
CH3CH=CH2 + H2 + CO → CH3CH2CH2CHO
Il peut être également obtenu par déshydrogénation du butan-1-ol ou par hydrogénation du butenal.
À l'air libre, il s'oxyde en acide butanoïque.